# 米夏埃尔·格勒克纳
米夏埃尔·格勒克纳（德語：Michael Glöckner，1969年5月27日—），德国男子自行车运动员。他曾代表德国参加1992年夏季奥林匹克运动会自行车比赛，获得男子团体追逐赛金牌。